# Красноухая черепаха
Красноухая черепаха (лат. Trachemys scripta) — вид черепах из семейства американских
пресноводных черепах. Состоит из трёх подвидов, широко распространён в США, популярен в качестве домашнего животного, поэтому часто интродуцируется и вне ареала.

## Подвиды
Выделяется 3 подвида:
- Trachemys scripta elegans (Wied-Neuwied, 1839)
- Trachemys scripta scripta (Thunberg, 1792, номинативный подвид)
- Trachemys scripta troostii (Holbrook, 1836)

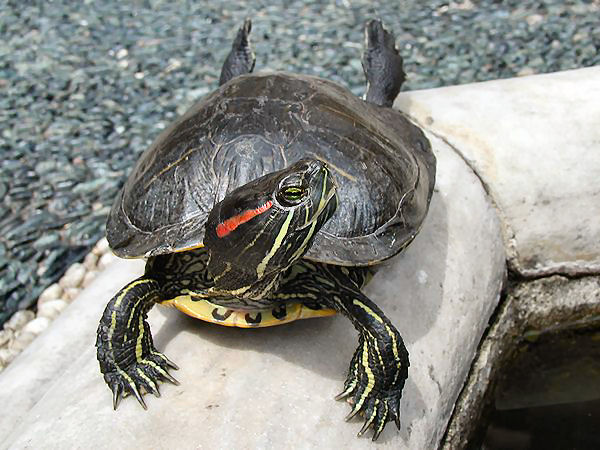
Trachemys scripta elegans
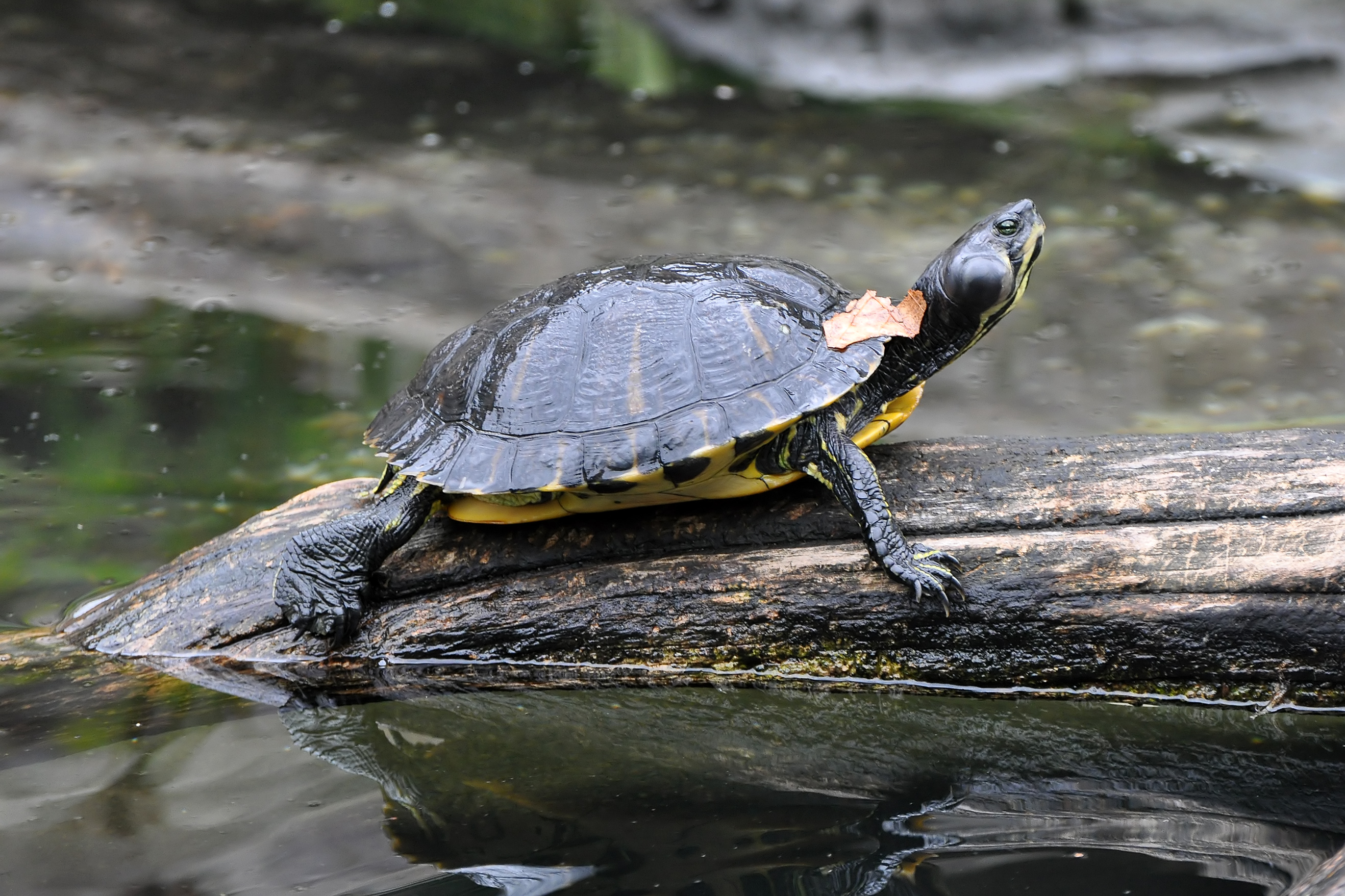
Trachemys scripta scripta
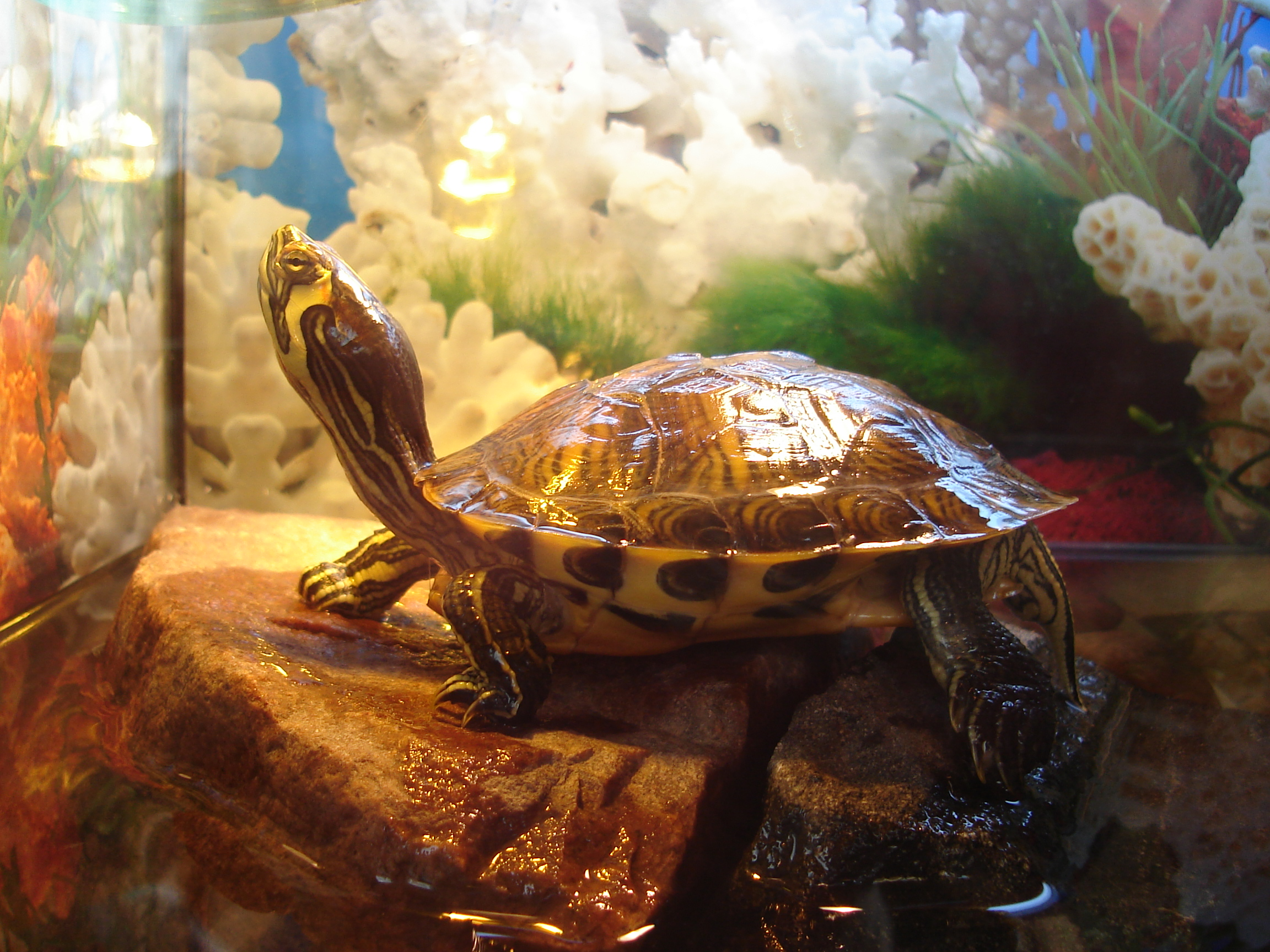
Trachemys scripta troosti

## Внешний вид

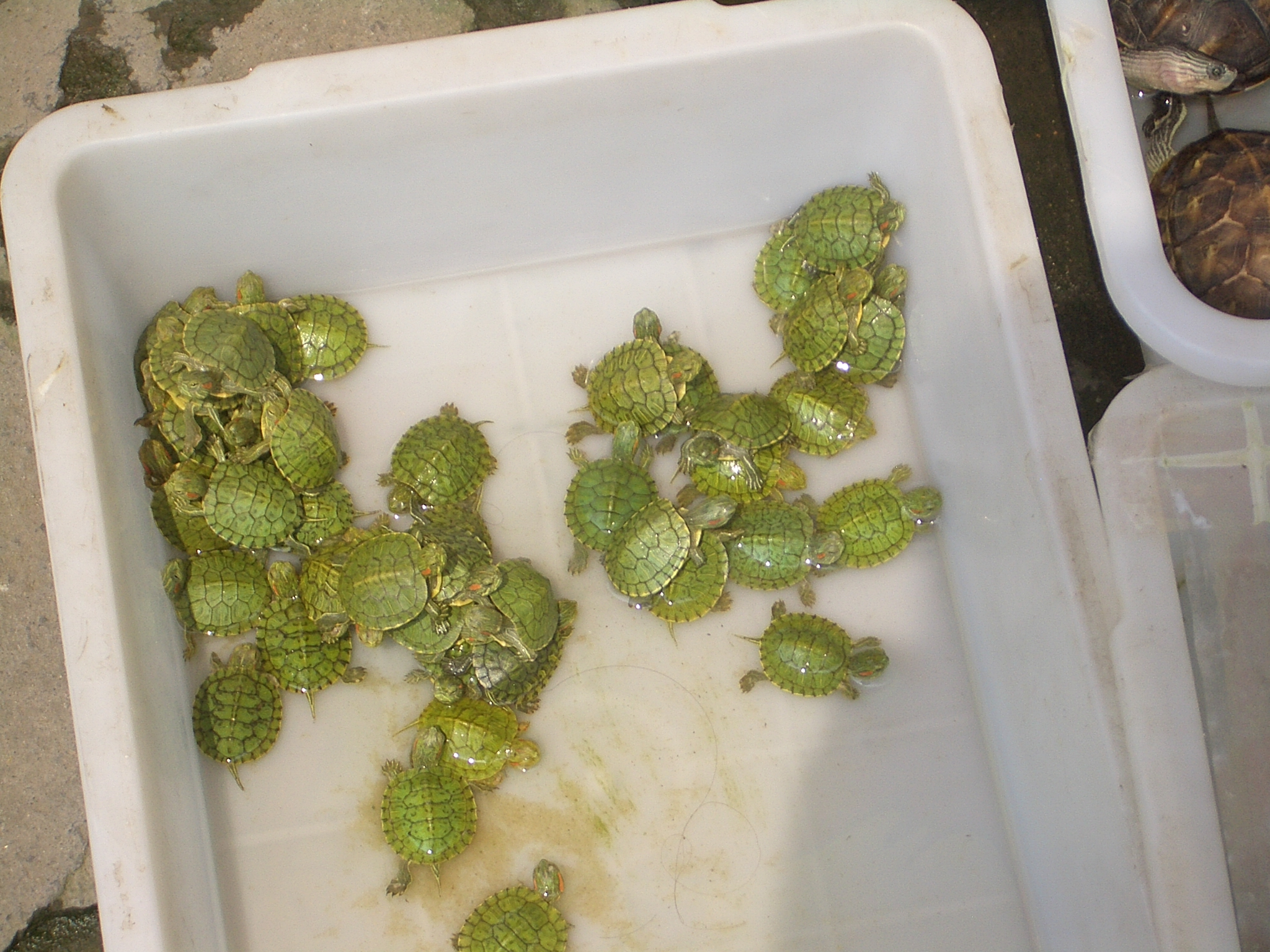
Молодые черепашки на базаре в Янчжоу

Красноухая черепаха имеет длину карапакса от 18 до 30 см (зависит от пола черепахи и подвида). Самцы заметно меньше самок.
У молодняка карапакс ярко-зелёный, с возрастом он становится оливковым или жёлто-бурым, украшен узорами из жёлтых полос. На голове, шее и конечностях черепаха украшена рисунком из белых и зелёных волнистых полос и пятен. Своё название черепаха получила из-за двух удлинённых ярко-красных пятен рядом с глазами. Эти пятна могут быть оранжевыми, ярко-жёлтым у подвида Trachemys scripta troosti или жёлтыми, у подвида T. s. scripta. Пластрон овальный, как правило, тёмного цвета с жёлтыми линиями и жёлтой же окантовкой по краю.

### Размеры
Длина карапакса:
- T. s. scripta — до 27 см.
- T. s. elegans — до 28 см.
- T. s. troostii — до 21 см.

### Голос и органы чувств
Голосовые связки у черепахи не развиты. Умеет шипеть, производить пощёлкивания, фыркать от волнения, а также издавать звук, похожий на короткий писк. У красноухой черепахи хорошо развиты зрение и обоняние. В противоположность зрению, слух развит слабо. Однако красноухие черепахи очень неплохо ориентируются по слуху и скрываются в воде при каком-либо шорохе.

## Распространение
Красноухая черепаха широко распространена. Её ареал охватывает США от юга Виргинии до севера Флориды и Канзаса, Оклахомы и Нью-Мексико на западе, Мексику, всю Центральную Америку, северо-запад Южной Америки (север Колумбии и Венесуэлы).
Международным союзом охраны природы красноухая черепаха признана инвазивным видом. Вид интродуцирован на юг Флориды, Аризону, Гваделупу. В настоящее время красноухая черепаха широко распространилась по водоёмам Евразии, успешно акклиматизировавшись в водоёмах большинства стран ЕС, в Китае, Индии и ряде стран Юго-Восточной Азии. Проникла в Австралию, где официально признана вредителем, вытесняющим местную эндемическую рептофауну.
В Российской Федерации красноухая черепаха часто встречается в водоёмах Южного и Кавказского, реже — Центрального Федерального округа, и даже имеются единичные находки в водоёмах Урала и Сибири. С 2009 по 2017 годы красноухую черепаху неоднократно наблюдали в Кузьминских прудах и Свибловской пойме Яузы в Москве.
В 2020 году эксперты заявили, что черепахи адаптировались к зиме и живут в различных водоёмах Москвы, куда их выпускают местные жители.
Ареалы подвидов:
- T. s. scripta — США: штаты Виргиния, Северная и Южная Каролина, Джорджия, Алабама, Флорида, Миссисипи, Луизиана.
- T. s. cataspila — Мексика: штаты Тамаулипас, Сан-Луис-Потоси, Идальго, Веракрус.
- T. s. chichiriviche — Северная Венесуэла.
- T. s. elegans — США: штаты Индиана, Иллинойс, Кентукки, Теннесси, Айова, Миссури, Арканзас, Канзас, Оклахома, Нью-Мексико, Техас, Луизиана, Миссисипи, Алабама, Флорида, Джорджия, реликтовые колонии в штатах Огайо, Западная Виргиния, Кентукки, интродуцирована во многих штатах. Мексика: штаты Чиуауа, Коауила, Нуэво-Леон, Тамаулипас.
- T. s. emolli — Никарагуа и Коста-Рика.
- T. s. grayi — Мексика: побережье Тихого океана, от штата Герреро до Гватемалы. Гватемала.
- T. s. hartwegi — США: штаты Нью-Мексико, Техас. Мексика: штаты Чиуауа, Коауила.
- T. s. hiltoni — Мексика: штаты Сонора и Синалоа.
- T. s. ornata — Мексика: побережье Тихого океана, от штата Синалоа до штата Оахака, от Гватемалы через всю Центральную Америку до Колумбии и Бразилии.
- T. s. taylori — Мексика: штат Коауила.
- T. s. troostii — США: штаты Кентукки, Теннесси, Алабама.
- T. s. venusta — Мексика: от штата Веракрус по побережью Атлантического океана, через полуостров Юкатан до Белиза. Белиз, Гватемала, Гондурас.
- T. s. yaquia — Мексика: штат Сонора.

В зонах интерградации подвидов возможны межподвидовые гибриды.

## Образ жизни
Обитает в мелких озёрах, прудах и других водоёмах с низкими заболоченными берегами.
Ведёт относительно малоподвижный образ жизни. Крайне любопытна. Если черепаха сыта, она вылезает на берег и греется под солнечными лучами. Если голодна, то неспешно плавает в поисках пищи. При температуре воды ниже +18 °C черепаха становится вялой, у неё пропадает аппетит. Черепаха способна заметить опасность на расстоянии 30—40 м, после чего молниеносно соскальзывает в воду (за что получила название «Slider»).

## Размножение

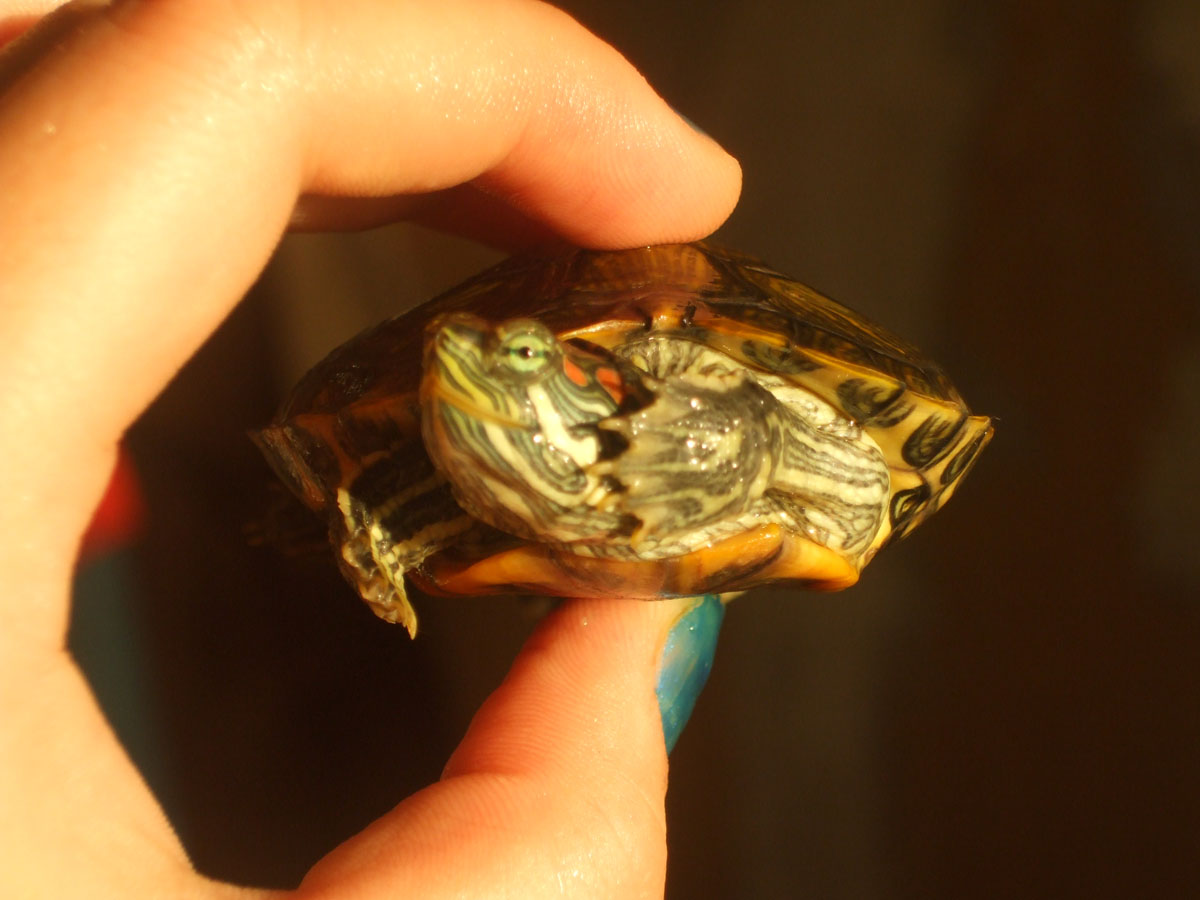
Молодая красноухая черепаха

В природе черепахи становятся половозрелыми к 6—8 годам, а в неволе к 4 (самцы) и 5—6 (самки). Спаривание в природе происходит с конца февраля по май. Самец, встретившись с самкой, располагается прямо перед её головой, причем очень близко. Самка плывёт вперёд, а самец вспять, щекоча длинными когтями подбородок самки.
Чтобы отложить яйца, самка покидает водоём и выходит на сушу. Найдя подходящее место, она сильно смачивает землю водой из анальных пузырей. После этого начинает рыть задними ногами ямку — гнездо. Гнездо красноухой черепахи похоже на шар диаметром от 7 до 25 см. В гнёзда самки откладывают от 5 до 22 (обычно 6-10) яиц диаметром не более 4 см, которые потом закапывают. У черепах отсутствует инстинкт заботы о появившемся потомстве, после кладки яиц они покидают гнездо и больше к нему не возвращаются. Инкубационный период продолжается 103—150 суток при температуре от 21 до 30 °C. При температуре инкубации ниже 27 °C вылупляются самцы, а при температуре выше 30 °C — только самки.

## Содержание в неволе

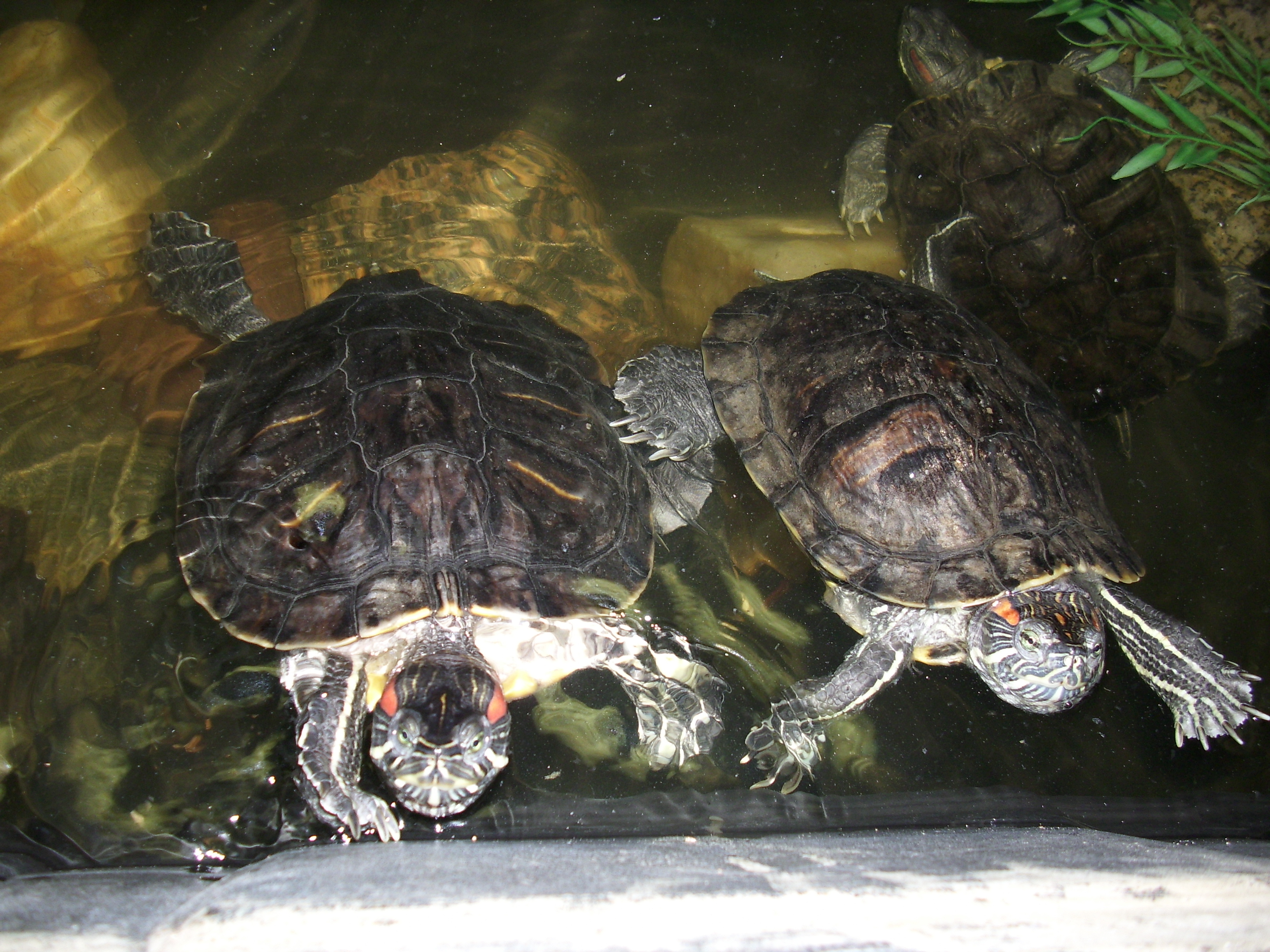
Красноухие черепахи в бассейне.

### Помещение и оборудование
Для взрослой красноухой черепахи нужен аквариум на 100—150 литров. Суша должна занимать не менее четверти площади аквариума. Желательно построить идущий ото дна наклонный берег с грубой, но не царапающей поверхностью. Уровень воды должен быть не менее ширины панциря черепахи, что позволит ей перевернуться, если она по какой-либо причине окажется на спине.
Вода должна быть чистой и тёплой (22—28 °C), её температура не должна опускаться ниже 20 °C (для этого зачастую необходима установка обогревателя). Необходимо[уточнить] отстаивать воду. Воду следует менять по мере загрязнения, не реже одного-двух раз в неделю. Возможна установка электрической помпы с фильтром, которая не исключает регулярную смену воды. Кроме того, необходимо установить лампу накаливания и источник дозированного ультрафиолетового излучения. Черепахам-производителям рекомендуется давать летом возможность греться на солнце.

### Питание
Красноухих черепах в неволе надо кормить нежирной, желательно речной рыбой (до 3 %) с костями и потрохами, раз в неделю-две, в зависимости от частоты кормления подаётся говяжья печень, всё питание предоставляется в сыром виде. В рационе обязательно должны присутствовать улитки (все аквариумные, ахатины и древесники подойдут, но из природы можно всех сухопутных, кроме янтарок), сверчки, кормовые тараканы, дождевые черви, аквариумные рыбки (гуппи, данио, неоны и так далее).
Также в рационе должна присутствовать растительная пища, у взрослых черепах она должна составлять половину рациона — из них аквариумные растения (ряска, роголистник, пистия и так далее), листовой салат, листья одуванчика, подорожника и т. д. В аквариуме, непосредственно в воде, вместе с черепахой должен находиться кальций[уточнить]. Из овощей можно кормить лишь морковью и лишь раз в месяц. Черепах до года нужно кормить каждый день, после года раз в 2—3 дня, строго один раз в день[прояснить].

### Определение пола
Достоверное определение пола становится возможным у половозрелых черепах, находящихся в возрасте больше года, причём лучше определять пол в сравнении с другими черепахами. Помимо общих для всех черепах половых отличий, у самцов красноухих черепах когти и хвост длиннее, чем у самок.
В возрасте 2-3 лет (в неволе после года) у самцов красноухих черепах проявляется инстинкт ухаживания. Ухаживание заключается в «трепетании» коготками самцом перед глазами самки.
Размер черепах в зависимости от возраста:
1 год: 6 см.
2 года: самка — 9 см, самец — 8 см.
3 года: самка — 14 см, самец 10 см.
4 года: самка — 16 см, самец — 12 см.
5 лет: самка — 18 см, самец — 14 см.
6 лет: самка — 20 см, самец — 17 см.

### Продолжительность жизни
При правильном уходе красноухие черепахи могут прожить в неволе до 40—50 лет.